# Shut Up & Kiss Me
"Shut Up & Kiss Me" é uma canção gravada pelo cantor-compositor australiano Reece Mastin, contida em seu segundo álbum de estúdio, ainda sem nome (2012). Escrita por Anthony Egizii, David Musumeci, Hayley Warner, Reece Mastin e produzida pela equipa DNA Songs, a faixa foi lançada como o primeiro single do álbum a 20 de abril de 2012 nas versões CD single e download digital.
"Shut Up & Kiss Me" é uma canção uptempo de pop punk que incorpora música pop e rock. Liricamente a obra fala sobre como viver com uma garota. Desempenhou-se na segunda posição do gráfico australiano Australian Singles Chart e na primeira do neozelandês New Zealand Singles Chart, sendo certificado de ouro em ambos países. Mastin interpretou-la no programa televisivo Dancing with the Stars.

## Precedentes
"Shut Up & Kiss Me" foi escrita e produzida por Anthony Egizii e David Musumeci da equipa DNA Songs. Hayley Warner e Reece Mastin co-escreveram a canção. A capa do single foi disponibilizada a 3 de abril de 2012 no Facebook do cantor. Em 10 de abril de 2012, Mastin postou um previa da canção em sua página no Facebook com a seguinte legenda: "Aqui está uma prévia do meu novo single, "Shut Up & Kiss Me", com uma olhada por trás dos bastidores de uma sessão de fotos que eu fiz - 10 dias roqueiros". A faixa, foi enviada rádios australianas em 17 de Abril de 2012 e lançada nas versões CD single e download digital 3 dias depois. "Shut Up & Kiss Me" é uma canção uptempo de pop punk que incorpora música pop e rock. Mastin descreveu a canção em entrevista a MTV Austrália como língua e bochechas sujas em torno de uma música.

## Recepção
Um escritor para a Take 40 Australia escreveu que "Shut Up & Kiss Me" soa "tão divertido como o seu primeiro [single] 'Good Night', mas mostra um lado mais maduro de Mastin". Os membros do site The Hot Hits Live from LA viram a canção como um "sucesso garantido". Em 30 de abril de 2012, "Shut Up & Kiss Me" estreou na segunda posição na tabela australiana Australian Singles Chart, sendo esta o maio pico no gráfico. Na semana seguinte foi certificada de ouro pela Australian Recording Industry Association (ARIA), pelas 35 mil cópias comercializadas. Na Nova Zelândia, a canção igualou o sucesso de seu primeiro single, "Good Night", ambos alcançaram a primeira posição. Foi autenticada de ouro pela Recording Industry Association of New Zealand (RIANZ), após vender 7,5 mil edições.

## Lista de faixas
| Descarga digital |                     |         |  |
| N.º              | Título              | Duração |  |
| 1.               | "Shut Up & Kiss Me" | 3:21    |  |

## Desempenho e certificações
| Tabela (2012)                     | Melhor posição |
| --------------------------------- | -------------- |
| Austrália (ARIA)                  | 2              |
| Nova Zelândia (Recorded Music NZ) | 1              |

| País          | Provedor | Certificações |
| ------------- | -------- | ------------- |
| Austrália     | ARIA     | Ouro          |
| Nova Zelândia | RIANZ    | Ouro          |

## Histórico de lançamento
| País      | Data                     | Formato          | Gravadora                          | Catalogo    |
| --------- | ------------------------ | ---------------- | ---------------------------------- | ----------- |
| Austrália | 20 de abril de 2012 2012 | CD single        | Sony Music Entertainment Australia | 88691975692 |
| Austrália | 20 de abril de 2012 2012 | download digital | Sony Music Entertainment Australia | –           |